# Liga Państw Arabskich
Liga Państw Arabskich (LPA, Liga Arabska; arab. ‏جامعة الدول العربية‎, Dżami’at ad-Duwal al-Arabijja; ang. League of Arab States, Arab League) – organizacja międzynarodowa utworzona 22 marca 1945 w Kairze na mocy Paktu ustanawiającego Ligę Państw Arabskich przez państwa powiązane wspólnotą języka, historii, kultury i religii. Założycielami Ligi było 6 państw: Egipt, Irak, Syria, Transjordania (od 1949 Jordania), Liban i Arabia Saudyjska. 5 maja 1945 do Ligi przystąpił Jemen. Powstanie Ligi było poprzedzone podpisaniem 7 października 1944 Protokołu Aleksandryjskiego na konferencji przygotowawczej w Aleksandrii (25 września - 5 października 1944), której przewodniczył premier Egiptu. Obecnie jej członkami są 22 państwa oraz Organizacja Wyzwolenia Palestyny. Siedzibą LPA jest Kair (w latach 1979–1990 był nią Tunis).

## Członkowie
Członkiem Ligi Państw Arabskich może stać się każde niepodległe państwo arabskie, które podpisze Pakt. Państwo kandydujące zobowiązane jest do złożenia podania w Sekretariacie Generalnym, natomiast decyzję o przyjęciu podejmuje Rada Ligi. Pakt Ligi Państw Arabskich przewiduje możliwość wykluczenia z organizacji np. Rada uczyniła to w stosunku do Egiptu w 1979 roku po podpisaniu przez premiera Anwara Sadata porozumienia z Izraelem w Camp David. Potraktowano to jako złamanie prawa narodu palestyńskiego do samostanowienia. Istnieje również możliwość wypowiedzenia przez państwo Paktu np. Libia uczyniła to dwukrotnie.
- państwa założycielskie (22 marca 1945, oprócz Jemenu – 5 maja 1945):
  -  Arabia Saudyjska
  -  Egipt[a]
  -  Irak
  -  Jemen
  -  Jordania[b]
  -  Liban
  -  Syria[c]
- późniejsi członkowie (według daty przystąpienia)
  -  Libia – 28 marca 1953[d]
  -  Sudan – 19 stycznia 1956
  -  Maroko – 1 października 1958
  -  Tunezja – 1 października 1958
  -  Kuwejt – 20 lipca 1961
  -  Algieria – 16 sierpnia 1962
  -  Zjednoczone Emiraty Arabskie – 6 czerwca 1971
  -  Bahrajn – 11 września 1971
  -  Katar – 11 września 1971
  -  Oman – 29 września 1971
  -  Mauretania – 26 listopada 1973
  -  Somalia – 14 lutego 1974
  -  Palestyna – 9 września 1976[e]
  -  Dżibuti – 4 września 1977
  -  Komory – 20 listopada 1993
- obserwatorzy (według daty)
  -  Erytrea – 2003
  -  Brazylia – 2003
  -  Armenia – 2005
  -  Wenezuela – 2006
  -  Indie – 2007

## Cele organizacji
Liga Państw Arabskich powstała w celu zacieśnienia współpracy politycznej, społecznej, ekonomicznej, edukacyjnej i kulturowej pomiędzy powstającymi po drugiej wojnie światowej nowymi państwami arabskimi. Przyświecała im także myśl zapewnienia równowagi politycznej (dominującą rolę miał wtedy Egipt) oraz stworzenie jednolitej siły przeciwstawnej do ruchów syjonistycznych.
Cele Ligi można podsumować następująco:
- zacieśnianie stosunków między państwami członkowskimi,
- koordynacja akcji politycznych prowadzących do ściślejszej współpracy,
- koordynacja działalności gospodarczej i kulturalnej na rzecz wszystkich Arabów.

## Organy organizacji

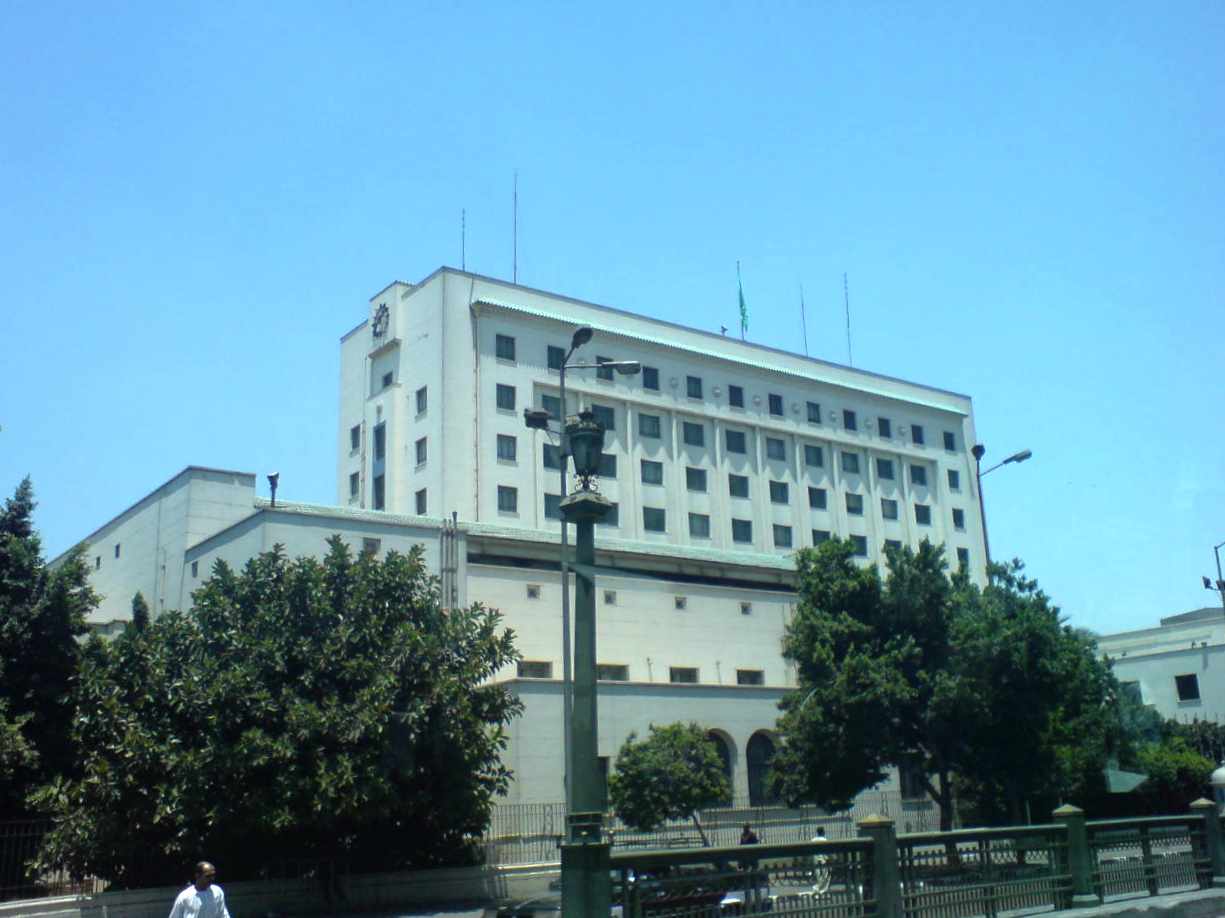
Budynek siedziby Ligi w Kairze, Egipt 2008

- Rada Ligi – organ plenarny. Działa opierając się na Regulaminie uchwalonym 13 października 1951 r. Składa się z przedstawicieli wszystkich członków. W zależności od potrzeb zbiera się na szczeblu szefów państw, szefów rządów lub ministrów spraw zagranicznych. Każdy przedstawiciel dysponuje jednym głosem. Decyzje podejmowane są jednomyślnie, w zależności od omawianego problemu, zwykłą większością głosów, większością kwalifikowaną 2/3. Rada zbiera się dwa razy do roku (w marcu i wrześniu). Ma obecnie 16 Komitetów Wyspecjalizowanych. Za najważniejszy organ Rady uznaje się Komitet Polityczny powołany w 1946 r. Rada zatwierdza też projekt budżetu i ustala składki członkowskie poszczególnych państw.
- Rada Wspólnej Obrony – założona w 1950 r., po zawarciu umowy o Wspólnej Obronie i Współpracy Gospodarczej. Celem jej powołania była próba eliminacji błędów popełnionych przez kraje arabskie w zakresie współdziałania militarnego w wojnie z Izraelem w 1948 r. Składa się ona ministrów spraw zagranicznych i ministrów obrony państw członkowskich. Podlega jej stały Komitet Wojskowy, składający się z szefów sztabów armii państw arabskich. Decyzje podejmowane w tym organie większością dwóch trzecich głosów są obowiązkowe.
- Rada Gospodarcza – Jej utworzenie przewidywał Układ o Wspólnej Obronie i Współpracy Ekonomicznej z 13 kwietnia 1950 r., który wszedł w życie 22 sierpnia 1952 r. Do powołania i usamodzielnienia się Rady Gospodarczej doszło w 1959 r. Składa się z ministrów państw członkowskich, odpowiedzialnych za sprawy gospodarcze lub ich przedstawicieli. Jej zadaniem jest stymulacja międzynarodowej współpracy gospodarczej.
- Parlament Arabski - organ doradczy skupiający parlamentarzystów z parlamentów krajowych
- Sekretariat Główny – kieruje działalnością bieżącą Ligi. Jest głównym organem administracyjnym i finansowym Ligi. Do 1979 r. mieścił się w Kairze, a następnie został przeniesiony do Tunisu. Od 1990 r. jego siedzibą jest ponownie Kair. W ramach Sekretariatu działa kilkanaście departamentów. Budżet tworzony jest ze składek członkowskich, którymi obciąża się państwo w zależności od ich liczby ludności oraz dochodów i możliwości ludności żyjącej w danym państwie.

## Sekretarze generalni
| L.p. | Sekretarz generalny       | Kraj    | Kadencja    |
| ---- | ------------------------- | ------- | ----------- |
| 1    | Abd ar-Rahman Azzam       | Egipt   | 1945 - 1952 |
| 2    | Abdul Khlek Hassouna      | Egipt   | 1952 - 1972 |
| 3    | Mahmoud Riyadh            | Egipt   | 1972 - 1979 |
| 4    | Chedi Klibi               | Tunezja | 1979 - 1990 |
| 5    | Assad al-Assad            | Liban   | 1990 - 1991 |
| 6    | Ahmad Esmat Abd al Meguid | Egipt   | 1991 - 2001 |
| 7    | Amr Mahmud Musa           | Egipt   | 2001 - 2011 |
| 8    | Nabil al-Arabi            | Egipt   | 2011 - 2016 |
| 9    | Ahmad Abu al-Ghajt        | Egipt   | 2016 -      |

## Porozumienie ze Stolicą Apostolską
Stolica Apostolska zawarła 23 kwietnia 2009 porozumienie z Ligą Arabską. Odnośne Memorandum of Understanding zostało podpisane w Watykanie przez szefa papieskiej dyplomacji abp. Dominique’a Mambertiego oraz sekretarza generalnego Ligi Amra Moussę. Umowa zacieśnia obustronną współpracę na szczeblu politycznym i kulturalnym, zwłaszcza w tym co dotyczy pokoju, bezpieczeństwa oraz stabilności regionalnej i międzynarodowej. Dokument zawiera propozycje dwustronnych konsultacji, także w odniesieniu do inicjatyw międzyreligijnych.